# Lolita Garrido
Dolores Garrido Guardiola (Manises, Valencia, 24 de marzo de 1928 - Madrid, 15 de noviembre de 2018) fue una cantante española de bolero, swing y pop conocida con el nombre de Lolita Garrido.

## Trayectoria artística
En 1945 se trasladó con su familia a Madrid y se inició artísticamente como vocalista de orquestas como la de Fernando García Morcillo. En 1947 firma con la discográfica Columbia y publica un Ep con canciones como "Yo te pido compasión",  "Ayer hizo dos meses", "Duérmete nene", con nuevos ritmos como "En Pasapoga" o con "Espiritual boogie", ambas a ritmo de boogie-woogie; también graba el que será su primer gran éxito con el bolero "Viajera" y con el tema "La televisión" en la cara B, también muy popular. 
Lolita Garrido fue denominada como “La novia del swing” cultivando géneros como el bolero, el madison y el pop. Participa en comedias musicales, la censura prohibió su versión de "Bésame mucho" y triunfa en salas madrileñas como J’Hay, Pasapoga, Morocco o Casablanca, y también en la barcelonesa Salón Rigat o los Jardines de Viveros, de Valencia. Otras canciones populares fueron "Eres tonto", "Camina como chencha la gambá", "La faldibirita", "Mil besos te daría", entre otros. Compartió etapa de plenitud artística con su coetánea la cantante Gloria Lasso, quien tendría mayor relevancia internacional desde su residencia en Francia y México.
En los años 60 publica con la discográfica Zafiro 16 Eps y participó en  festivales como el II Festival de Benidorm, el Festival de la Canción Mediterránea en Barcelona. Grabó temas como "Eres diferente", "Enamorada", "Ciao, ciao, mi amor", "Ciao, te diré", "Comunicando" o "Luna de Benidorm", versionó "Tu beso es como un rock" de Adriano Celentano. A finales de los años 70 finaliza su trayectoria como cantante. En  1982 cantó en la película "La próxima estación" de Antonio Mercero el bolero "Toda una vida", además de "La conga" y "Eso es el amor".
Lolita Garrido falleció en Madrid en 2018 y fue incinerada en el Cementerio de La Almudena.

## Discografía[5]
- Lolita Garrido y su Orquesta: El tilingo, lingo - Malos pensamientos
- Lolita Garrido y su Orquesta Típica Cubana: Tri-tri, tro-tro - Perversa
- Sumba la samba - Marimbas brasileras (single con Jorge Cardoso)
- No sé que pasará - Espiritual boogie
- Viajera - La televisión (1947)
- La faldibirita - En Pasapoga (1948)
- Mil besos te daría - Te quiero más que nunca (1950)
- El negro zumbón - Yo quiero tener un bote (1953)
- María Candelaria - Cabeza hinchada (1953)
- Por cuatro razones - No quiero penas - El bravucón - El bichito (1955)
- Tú, tú, tú - Cerquita de ti - Nadie me ama - Pececito del mar (1955)
- Te envío tres rosas - No sé si es amor - No me des celitos - Miguel (1956)
- El bravucón - El bichito - Por cuatro razones - No quiero penas (1957)
- Las lavanderas de Portugal - El verdadero amor - Sí, sí papá - Nunca más (1957)
- La danza del besar (o del beso) - Otra puerta - Pequeña - Estoy en el cielo (1957)
- Por favor - Rogar - El cantarillo de Adriana - Sabes corazón (1958)
- Calipso Marian - Vuelve Lisa - Cachito - Cariñito azucarado (1958)
- La dama y el vagabundo: La,la,la - Noche bella - Es un golfo - Noche silenciosa (1958)
- El amor empieza en sábado - Un amor inolvidable - Susana, pura nata - Me enseñas a querer (1959)
- Dirán que estamos enamorados - Oklahoma - Oh, qué hermosa mañana - La calesa del amor (1959)
- Tequila - Tan lejos y sin embargo te quiero - Rififí - Coco seco (1959)
- II Festival de la Canción de Benidorm: No me digas qué hora es - Envidia (1960)
- II Festival de la Canción de Benidorm: Comunicando - Eres diferente (1960)
- II Festival de la Canción de Benidorm: Todo es nuevo - Dile que se ponga (1960)
- II Festival de la Canción Mediterránea: S.O.S. amor - Oscura - Oración - Ciao, ciao, mi amor (1960)
- Ué,ué,ué - Pide - Atención corazón - Tienes mi amor (1960)
- Los chichos del juke-box - Locamente te amaré - Tu beso es como un rock - Ciao te diré (1960)
- Comunicando - Luna de Benidorm - Eres diferente - Todo es nuevo (1960)
- El sol de Lima - Sí, mi vida, sí - Princesa - Poesía en movimiento (1961)
- Lolita Garrido con la Orquesta de Rafael Ibarbia: Eso - Sombrero dernier cri - Pitágoras - Georgia (1961)
- Enamorada - Preguntón - Quisiera ser - Los árboles (1961)
- Calcuta - Sonrisa - Esperanza - Till (1961)
- Eres diferente - Tu beso es como un rock - Ué,ué,ué - Ciao, ciao, mi amor (1961)
- Madre Anunciación - Eres tonto - Lo tomas o lo dejas - Tú no sabes que te quiero (1961)
- Horóscopo - Un minuto de silencio - Te presentía - Mi buena estrella (1961)
- Je t'aime, je t'aime - Media luna - Cuando calienta el sol - Claro de luna en Tolero (1962)
- La historia de siempre - Es terrible el amor - Es el amor - Tic-tac twist (1962)
- Calla y baila el twist - Eclipse - Besos en la noche - Aritmética (1962)
- Dímelo cantando - Tristeza - Esperando contestación - Creo en Dios (1962)
- Lolita Garrido en Buenos Aires: Bien criolla y bien porteña - Rebeldía - En esta tarde gris - Una lágrima tuya (1962)
- La circulación - Sabor a nada - Duele - Down Town (1965)
- Sabor a nada - Duele - Down Town - La circulación (1965)
- Te envío rosas - No sé si es amor (1974)
- LP Lolita Garrido C7202 Columbia (1974)
- La ciudad - Ya no recuerdo - Tu voz - Aunque estés sola (1975)

CD 
- Lolita Garrido (Vol. 1 1945-1950), 2000.
- Lolita Garrido (Vol. 2 1950-1954, 2001.
- Lolita Garrido (Vol. 3 1954-1955), 2002.
- Lolita Garrido (Vol. 4 1955-1959, 2002.
- Lolita Garrido (Vol. 5), 2003.